# هیلی لیک (آلاسکا)
هیلی لیک (به انگلیسی: Healy Lake) شهرکی در ناحیه سرشماری ساوت‌ایست فیربنکس، آلاسکا ایالت آلاسکا است که جمعیت آن در سرشماری سال ۲۰۰۰ میلادی ۳۷ نفر بوده‌است.